# Andrej Fedjaev
Andrej  Valer’evič Fedjaev (in russo: Андрей Валерьевич Федяев; Serov, 26 febbraio 1981) è un cosmonauta russo.
Il 2 marzo 2023 è partito per la missione SpaceX Crew-6 (Expedition 68/69) verso la Stazione spaziale internazionale (ISS). È tornato sulla Terra il 4 settembre 2023 dopo 185 giorni di missione.

## Biografia

### Formazione e carriera militare
Nel 2004 si laureò come ingegnere pilota specializzato in Trasporto e controllo del traffico aereo nel campo dell'Aviazione anti-sommergibile presso la Scuola superiore di aviazione militare di Balašov. Dopo la laurea prese servizio nel 317º Reggimento di Aviazione mista di Elizovo, nella regione della Kamčatka. Al momento della selezione come candidato cosmonauta era l'assistente comandante degli aerei Il-38 nella base aerea di Elizovo. Nell'aprile 2013 venne congedato dalle forze armate russe con il grado di Maggiore. Al momento del ritiro era un pilota militare di seconda classe con più di 600 ore di volo. Nel settembre 2019 iniziò a studiare presso l'Accademia presidenziale russa dell'economia nazionale e della pubblica amministrazione.

### Carriera come cosmonauta
Nel 2010 fece domanda per entrare nel Gruppo cosmonauti TsPK 15 ma non venne selezionato. L'8 ottobre 2012 venne selezionato come candidato cosmonauta del gruppo Roscosmos 16, iniziando l'addestramento generale dello spazio al Centro di addestramento cosmonauti Jurij Gagarin (GCTC) di Star City nello stesso mese. Al momento della selezione non si poté unire al Corpo cosmonauti di Roscosmos essendo ancora in servizio nelle Forze armate; a seguito del ritiro, il 25 aprile 2013 venne assunto come candidato cosmonauta. Dopo due anni di addestramento, il 6 giugno 2014 superò l'esame finale con un punteggio di 4.2 su 5.0, venendo qualificato come cosmonauta collaudatore il 16 giugno 2014. Il 17 maggio 2021 venne assegnato come membro dell'equipaggio di riserva della Sojuz MS-22 e dell'equipaggio principale della Sojuz MS-23. Tuttavia, nel luglio 2022, a seguito dell'accordo tra Roscosmos e NASA sugli scambi dei seggiolini nei propri veicoli spaziali, Fedjaev venne assegnato all'equipaggio della SpaceX Crew-6. Il 15 novembre 2021 ricoprì il ruolo di ingegnere di volo 2 per il solo esame finale del simulatore Sojuz dell'equipaggio di riserva della Sojuz MS-20.

#### SpaceX Crew-6 (Expedition 69)
Il 15 luglio 2022 a seguito dell'accordo tra Roscosmos e NASA, Fedjaev e Anna Kikina vennero assegnati alle missioni sulla Crew Dragon. Nel 2022 è stato riserva di Kikina per la missione SpaceX Crew-5 ed è, dal 2 marzo 2023, a bordo dell'ISS per la missione SpaceX Crew-6 (Expedition 69).

## Vita privata
È sposato con tre figli. Nel 2005 fu un attore del Teatro popolare di Elizovskij. Fu un membro del team dello show televisivo KVN con la sua unità militare.